# Biak Numfor
Biak Numfor ist ein indonesischer Regierungsbezirk (Kabupaten) in der indonesischen Provinz Papua. Stand 2020 leben hier circa 146.000 Menschen. Der Regierungssitz des Kabupaten Biak Numfor ist Stadt Biak.

## Geographie
| Distrikt Distrik | Insel   | Dörfer Kampung/ Kelurahan | Fläche [km²] | Einwohner 2020 | Bevölkerungs- dichte |
| ---------------- | ------- | ------------------------- | ------------ | -------------- | -------------------- |
| Almando Padaido  | Padaido | 11                        | 14           | 2.147          | 146                  |
| Andey            | Biak    | 11                        | 234          | 2.577          | 11                   |
| Biak Barat       | Biak    | 22                        | 197          | 6.708          | 34                   |
| Biak Kota        | Biak    | 22                        | 24           | 44.315         | 1.805                |
| Biak Timur       | Biak    | 26                        | 154          | 8.161          | 53                   |
| Biak Utara       | Biak    | 16                        | 344          | 7.534          | 22                   |
| Bondifuar        | Biak    | 5                         | 57           | 533            | 9                    |
| Bruyadori        | Numfor  | 10                        | 71           | 2.151          | 30                   |
| Numfor Barat     | Numfor  | 12                        | 116          | 2.193          | 19                   |
| Numfor Timur     | Numfor  | 9                         | 37           | 1.754          | 37                   |
| Orkeri           | Numfor  | 9                         | 51           | 1.964          | 38                   |
| Oridek           | Biak    | 14                        | 163          | 5.241          | 32                   |
| Padaido          | Padaido | 13                        | 40           | 2.432          | 59                   |
| Poiru            | Numfor  | 9                         | 45           | 1.830          | 40                   |
| Samofa           | Biak    | 17                        | 78           | 35.709         | 457                  |
| Swandiwe         | Biak    | 15                        | 230          | 4.093          | 18                   |
| Warsa            | Biak    | 20                        | 142          | 5.503          | 39                   |
| Yawosi           | Biak    | 8                         | 25           | 2.255          | 88                   |
| Yendidori        | Biak    | 19                        | 212          | 8.852          | 42                   |

Der Regierungsbezirk besteht aus den zwei Inseln Biak und Numfor und den Padaido-Inseln, die zur Schouten-Inselgruppe gehören. Die anderen Inseln der Inselgruppe gehören zum Regierungsbezirk Supiori. Administrativ unterteilt sich Biak Numfor in 19 Distrikte (Distrik) mit 254 Dörfern (Kampung) und 14 Kelurahan.

## Einwohner
2020 lebten in Biak Numfor 145.952 Menschen. Die Bevölkerungsdichte beträgt 56 Personen pro Quadratkilometer. Circa 81 Prozent der Einwohner sind Protestanten, 16 Prozent Muslime, zwei Prozent Katholiken und der Rest Hindus und Buddhisten.

## Transport
Auf der Insel Biak befindet sich der Flughafen Frans Kaisiepo, der von den Fluggesellschaften Garuda Indonesia, Sriwijaya Air und Susi Air für Inlandsflüge angeflogen wird.